# Зайцев, Вадим Филиппович
Зайцев, Вадим Филиппович (26 августа 1934 год — 5 февраля 2012 год) — российский энтомолог, доктор биологических наук (1984), профессор (1990), Заслуженный деятель науки РФ (2002), член Совета и Президиума Всероссийского Энтомологического Общества, заместитель директора Зоологического института РАН.

## Биография
Родился 26 августа 1934 года. Его отцом был академик АН Грузинской ССР колеоптеролог Филипп Адамович Зайцев (1877—1957).
Один из крупнейших энтомологов России, специалист по двукрылым насекомым, заведовал лабораторией биосистематических основ интродукции полезных организмов и более 30 лет руководил (1975-2011) отделением двукрылых лаборатории систематики насекомых Зоологического института РАН, в 1985-2006 гг был заместителем директора ЗИН РАН.
Главный редактор журнала «Энтомологическое обозрение». Руководил организацией нескольких всесоюзных, а затем всероссийских диптерологических 
симпозиумов.

## Основные труды
Исследовал систематику и фауну мух-жужжал из семейства Bombyliidae, крупнейший специалист по этой группе насекомых. Также изучал роль имагинального питания в эволюции отряда двукрылых насекомых и их ротовые органы. Им описано более 160 новых для науки видов и родов двукрылых насекомых.
- Зайцев В. Ф. Новые и редкие палеарктические виды рода Spongostylum Macq. (Diptera, Bombyliidae) // Энтомологическое обозрение. — Л., 1961. — Т. 40, № 2. — С. 413-428.

- Зайцев В. Ф. Паразитические мухи семейства Bombyliidae (Diptera) в фауне Закавказья. — Определители по фауне СССР, издаваемые Зоологическим институтом АН СССР. — М.; Л., 1966. — Т. 92. — 375 с.

- Зайцев В. Ф. Ревизия паразитических двукрылых рода Hemipenthes Lw. ( Diptera, Bombyliidae ) Палеарктической области // Труды Всесоюзного энтомологического общества. — Л., 1966. — Т. 51. — С. 157-205.

- Зайцев В. Ф. Муха це-це переносчик сонной болезни человека // Проблемы животного мира Африки. — М., 1970. — Вып. 1. — С. 69-71.

- Зайцев В. Ф. К фауне жужжал (Diptera, Bombyiiidae ) Монголии. I. // Насекомые Монголии. — Л., 1972. — Вып. 1. — С. 845-880.

- Зайцев В. Ф. Новые виды рода Thyridanthrax (Diptera, Bombyiiidae)из Средней Азии и Монголии // Зоологический журнал. — 1973. — Т. 52, № 2. — С. 294-297.

- Зайцев В. Ф. К фауне мух-жужжал (Diptera, Bombyliidae ) Монголии. V. // Насекомые Монголии. — Л., 1980. — Вып. 7. — С. 413-419.

- Zaitzev V. P. Results of the Czechoslovak-Iranian entomological expeditions to Iran (Together with results of collections made in Anatolia) Diptera: Bombyliidae (англ.) // Acta entomol. Mus. nat. Pragae. — 1981. — Vol. 40. — P. 75-82.

- Zaitzev V. F. Vergleich der tertiaren (Oligozaan und Miozan) und rezenten Bombyliidenfauna Europas (Diptera, Bombyliidae) (нем.) // Acta entomol. Yugoslavica. — 1981. — Bd. 17, Nr. 1-2. — S. 103-106.

- Зайцев В. Ф. Двукрылые семейства Ulidiidae (Diptera) в фауне Монголии // Насекомые Монголии. — Л., 1982. — Вып. 8. — С. 422-453.

- Зайцев В. Ф. Паразитические двукрылые надсемейства Bombylioidea (Diptera) (сравнительно-морфологический обзор, филогения и система). (Дисс… докт биол.н.). — Ленинград, 1984. — 369 c.

- Zaytsev, V. F. 1986. Comparative morphological review of the thoracic sclerites in Diptera of the superfamily Bombylioidea. // Entomol. Rev. 65: 39-59.
- Zaytsev, V. F. 1992. Contribution to the phylogeny and systematics of the superfamily Bombylioidea (Diptera). // Entomol. Rev. 71: 94-114.

## Награды и признание
- Заслуженный деятель науки РФ (Указ Президента РФ от 21.09.2002)[5]
- Орден Дружбы народов (Указ Президиума Верховного Совета СССР «О награждении орденами и медалями СССР работников науки», 20 августа 1986)
- Иностранный член Американского энтомологического общества (избран в 1988 году)[3]
- Член Международного консультативного совета по биосистематике и Постоянного оргкомитета по проведению всемирных диптерологических конгрессов[3]

### Патронимия
- Dolichopus vadimi Negrobov, Selivanova et Maslova, 2012[6]
- другие